# Crossarchus
Crossarchus is een geslacht van zoogdieren uit de  familie van de mangoesten (Herpestidae).

## Soorten
- Crossarchus alexandri Thomas & Wroughton, 1907 – Alexanderkoesimanse
- Crossarchus ansorgei Thomas, 1910 – Angolakoesimanse
- Crossarchus obscurus Cuvier, 1825 – Koesimanse
- Crossarchus platycephalus Goldman, 1984 – Platkopkoesimanse